# Elvis’ Golden Records Volume 3
Elvis’ Golden Records Volume 3 (с англ. — «Золотые пластинки Элвиса — Выпуск 3») — альбом-компиляция американского певца Элвиса Пресли; представляет собой собрание хит-синглов 1960—62 гг. (из них пять занимали верхнюю строчку хит-парада). Альбом занял 3-е место в США.
В том же формате — компиляции последних хит-синглов — у Пресли было ещё 4 выпуска. В 1997 году вышло расширенное издание, в которое дополнительно включены 6 известных песен 1960—62 гг.

## Список композиций

### Оригинальная версия (1963)
1. «It’s Now Or Never»
2. «Stuck On You»
3. «Fame And Fortune»
4. «I Gotta Know»
5. «Surrender»
6. «I Feel So Bad»
7. «Are You Lonesome Tonight?»
8. «His Latest Flame»
9. «Little Sister»
10. «Good Luck Charm»
11. «Anything That’s Part Of You»
12. «She’s Not You»

Форматы: грампластинка, компакт-диск

### Расширенная версия (1997)
1. «It’s Now Or Never»
2. «Stuck On You»
3. «Fame And Fortune»
4. «I Gotta Know»
5. «Surrender»
6. «I Feel So Bad»
7. «Are You Lonesome Tonight?»
8. «His Latest Flame»
9. «Little Sister»
10. «Good Luck Charm»
11. «Anything That’s Part Of You»
12. «She’s Not You»
13. «Wild In The Country»
14. «Wooden Heart»
15. «The Girl Of My Best Friend»
16. «Follow That Dream»
17. «King Of The Whole Wide World»
18. «Can't Help Falling In Love»

Форматы: компакт-диск